# Eunicida
Eunicida (лат.) — отряд морских многощетинковых червей.

## Внешний вид и строение
Члены этого отряда имеют удлиненное, сегментированное тело и отчетливую голову, обычно с отдельными перистомиумом и простомиумом. Многие, но не все, живут в трубках, от слизистых до жестких роговых. Щупики от шаровидных до цилиндрических, и имеется от 0 до 7 усиков, обычно гладких, но иногда сочлененных. Имеется мускулистая глотка с дорсальной парой мандибул и набором вентральных, зубчатых, максиллярных пластин. У некоторых видов есть щупальцевые усики, и у всех есть неразветвленные параподии. У некоторых видов встречаются дорсальные усики, жабры, вентральные усики и щетинки, но не у всех.

## Ископаемые формы
Девонский Websteroprion является крупнейшим известным ископаемым кольчатым червем семейства Eunicidae, его предполагаемая длина составляет 1-2 м. У него также были самые большие сколекодонты среди всех доисторических полихет, до 13,2 мм в длину и, возможно, больше.

## Классификация
На февраль 2025 года в отряд включают шесть семейств:
- Dorvilleidae Chamberlin, 1919
- Eunicidae Berthold, 1827
- Hartmaniellidae Imajima, 1977
- Lumbrineridae Schmarda, 1861
- Oenonidae Kinberg, 1865
- Onuphidae Kinberg, 1865